# Línea SE710 (EMT Madrid)
El Servicio Especial (SE) codificado como SE710 de la EMT de Madrid conectaba rápidamente la estación de Atocha con el Hospital Universitario La Paz en pocas paradas. Prestó servicio entre el 23 de marzo y el 25 de mayo de 2020.

## Características
La línea fue puesta en servicio el 23 de marzo de 2020 para conectar el centro de la ciudad con el hospital establecido en IFEMA a causa de la pandemia de coronavirus. Originalmente sólo tenía 3 paradas intermedias: Cibeles, Nuevos Ministerios y Plaza de Castilla, a las que el 2 de abril se le añadieron otras dos en el paseo del Prado y el de la Castellana, cerca del Hospital de La Paz. El 17 de abril se añadió otra parada en cada sentido, en el Paseo de la Castellana junto al Ministerio del Interior, cerca de Colón.
Con la clausura de dicho hospital, el 5 de mayo cambió su cabecera norte al Hospital La Paz.
Gracias al avance en la desescalada en la ciudad de Madrid, el 24 de mayo la línea prestó su último servicio.
Debido a su carácter extraordinario y a que estaba orientado al uso de sanitarios y voluntarios, realizaba muy pocas paradas y su uso era gratuito.

### Frecuencias
| todos los días  |             |
| de 7:00 a 23:00 | cada 30 min |

## Recorrido y paradas

### Dirección Hospital La Paz
La línea iniciaba su recorrido en las dársenas del Paseo de la Infanta Isabel, cerca del acceso a la estación de tren. Tras dar la vuelta alrededor del monumento homenaje a las víctimas del 11-M, tomaba el paseo del Prado, en el que hacía parada a la altura de la calle Atocha y por el que continuaba hasta llegar a Cibeles, donde tenía otra parada. Desde aquí, tomaba el lateral del paseo de Recoletos, que recorría entero sin parar para seguir luego por el lateral del paseo de la Castellana, donde tenía una parada frente al Ministerio del Interior y que luego recorría también entero haciendo parada en los intercambiadores de Nuevos Ministerios y Plaza de Castilla y cerca del Hospital de La Paz. Al terminar el paseo de la Castellana, tomaba la autovía M11 hasta la salida 5. Desde ahí discurría por la Vía Dublín, la calle de la Ribera del Sena y la avenida del Partenón; donde llegaba al acceso de IFEMA, donde establecía su cabecera.
| Código | Parada                              | Común con                | Conexiones con el metro y con Cercanías | Otros |
| ------ | ----------------------------------- | ------------------------ | --------------------------------------- | ----- |
| 1166   | ATOCHA                              | 19                       | Atocha Renfe Atocha                     |       |
| 82     | Prado-Atocha                        | 10 14 27 34 37 45 E1 001 | Estación del Arte                       |       |
| 5443   | Cibeles                             | 14 27 37 45              | Banco de España                         |       |
| 62     | Castellana-Ministerio Interior      | 5 14 27 45 150           |                                         |       |
| 50     | Nuevos Ministerios-Centro Comercial | 27 40 126 147 150        | Nuevos Ministerios                      |       |
| 1486   | Plaza de Castilla                   | 66 124 147 T62           | Plaza de Castilla                       |       |
| 1602   | HOSPITAL LA PAZ                     | 67 124 132 135 137       | Begoña                                  |       |

### Dirección Atocha
El recorrido de vuelta era idéntico al de ida solo que en sentido contrario.
| Código | Parada                              | Común con                | Conexiones con el metro y con Cercanías | Otros |
| ------ | ----------------------------------- | ------------------------ | --------------------------------------- | ----- |
| 1602   | HOSPITAL LA PAZ                     | 67 124 132 135 137       | Begoña                                  |       |
| 3568   | Plaza de Castilla                   | 42 124 147               | Plaza de Castilla                       |       |
| 48     | Nuevos Ministerios-Centro Comercial | 14 27 40 147 150         | Nuevos Ministerios                      |       |
| 61     | Castellana-Ministerio Interior      | 5 14 27 45 150           |                                         |       |
| 73     | Cibeles                             | 5 14 27 37 45 150        | Banco de España                         |       |
| 81     | Prado-Atocha                        | 10 14 27 34 37 45 E1 001 | Estación del Arte                       |       |
| 1166   | ATOCHA                              | 19                       | Atocha Renfe Atocha                     |       |